# Ira Pettiford
Ira Pettiford (circa 1916 - 1982) was een Amerikaanse trompettist, contrabassist, gitarist en zanger in de jazz. Hij werkte samen met onder meer Benny Carter, Count Basie en Miles Davis.

## Biografie
Ira Pettiford was een oudere broer van de jazzbassist Oscar Pettiford. Evenals Oscar speelde hij in het familieorkest dat hun vader had opgericht. Vanaf de jaren 40 was hij actief als zanger en trompettist in de Twin Cities. In 1946 speelde hij in Californië trompet in het orkest van Benny Carter, hiermee maakte hij zijn eerste opnames. In 1952 werkte hij (ook als contrabassist) in Chicago met Leo Parker ("Leo’s Boogie“). In de jazz speelde hij tussen 1946 en 1952 mee op elf opnamesessies. In zijn latere jaren was hij overwegend actief in en om de Twin Cities.